# Rob van den Wildenberg
Rob Petrus Karel Wilhelmina van den Wildenberg (Valkenswaard, 2 maart 1982) is voormalig een fietscrosser uit Nederland. Hij nam eenmaal deel aan de Olympische Spelen.
Van den Wildenberg beleefde zijn doorbraak op zijn BMX tijdens het Nederlands Kampioenschap Fietscross in 2005, dat hij won. Later werd Van den Wildenberg pro en “kwam een droom uit” voor hem. Hij wordt begeleid door een diëtiste (Anja van Geel), een sport psycholoog (Rico Schuijers) en wordt getraind door Bas de Bever, de bondscoach. Van den Wildenberg vertegenwoordigde Nederland op de Olympische Zomerspelen 2008. Hij bracht het tot de finale waarin hij vijfde werd. 
In 2011 werd hij BMX-talentcoach bij de KNWU. In mei 2019 werd hij samen met Raymon van der Biezen aangesteld als opvolger van Bas de Bever als bondscoach van de Nederlandse BMX-selectie.